# Horváth Attila (szövegíró)
Horváth Attila (Budapest, 1952. január 4. –) Artisjus- és Fonogram-díjas magyar dalszövegíró, költő.

## Életútja
Gitározni tanult, és a '60-as években saját zenekara is volt Soul Bridge néven. 1970 körül azonban felhagyott a zenéléssel és csak polgári munkahelye mellett szerzett dalszövegeket. 1980-ban felvételt nyert a Művészeti Alaphoz, és ettől kezdve csak abból élt.
Bogdányi Nelly Szólj, hogy várjanak még c. 1984-es dalának a zenéjét is ő írta.
Olyan előadóművészeknek, zenekaroknak írt dalokat, mint a 100 Folk Celsius, Balázs Fecó, Bojtorján, Charlie, Cserháti Zsuzsa, Deák Bill Gyula, Bayer Friderika, Delhusa Gjon, Eszményi Viktória, Heilig Gábor, Jenei Szilveszter, Horváth Ákos, Keresztes Ildikó, Kern András, Koncz Zsuzsa, Kovács Kati, Kormorán, Korál, Lerch István, Marathon, Mándoki László, Mobilmánia, Omen, Piramis, Senator, Tunyogi Rock Band, Tóth Vera, Varga Miklós és Zámbó Jimmy.
2007-ben ő kapta az Artisjus szövegírói alkotói életműdíját.
Pályafutását 2011-ben a Magyar Köztársasági Érdemrend lovagkeresztjével jutalmazták.

## Kötetei
- Jég dupla whiskyvel. 25 év rock a Taurustól Charlie-ig. Horváth Attila összegyűjtött dalszövegei és beszélgetések; Dabas Jegyzet Kft., Dabas, 1997
- Rockmúzeum. Kiállítási katalógus; szerk. Bálint Csaba, Horváth Attila; MagyaRock Hírességek Csarnoka Egyesület, Bp., 2016

## Díjai
- EMeRTon-díj – Az év szövegírója (1994)
- Artisjus-díj – Szövegírói alkotói életműdíj (2007)
- A Magyar Köztársasági Érdemrend lovagkeresztje (2011)
- Fonogram Életműdíj (2012)

## Dalai
| Év      | Együttes/Előadóművész           | Dalai | Album |
| ------- | ------------------------------- | --- | --- |
| 1972–73 | Taurus Ex-T.: 25-75-82          | A Bika jegyében; A kőfalak leomlanak; Akire szerelemmel nézhetek; Amit nem mondhattam el; Anyám, vígasztalj engem; Csodálatos utazás; Ezer mérföldnyi út; Éjszakai vonat; Emberi szóval; Gonosz asszony; Hosszú éjjel, hosszú nap; Kaland és harc; Ki arcán csillagot visel; Kiűzetés a Paradicsomból; Lángszívű lány; Megátkozott ember; Napfényes napok; Szép lányok jönnek; Szólíts meg, vándor; Tovább; Válaszra várva | Zöld csillag / Szólíts meg vándor (kislemez) A kőfalak leomlanak / Lány, akire szerelemmel nézhetek (kislemez) (A többi dal évekig kiadatlan.) |
| 1977    | Piramis                         | Szabadnak születtem; Ha volna két életem | I. |
| 1978    | Piramis                         | Másnap olyan hatalmas lett a világ; Őszintén akarok élni; Ajándék; Engedj járnom az utam | II. |
| 1979    | Piramis                         | Kóbor angyal; A dal; Gyere, szoríts erősen | III. |
| 1980    | Korál                           | Kiűzetés a Paradicsomból; Fekete bárány; Hangoddal ébreszt a szél; Maradj velem; A másik oldalon; Anyám, vigasztalj engem; Tudom, én is megnyugodnék; Amit nem mondhattam el | I. |
| 1981    | Bojtorján                       | Ahol a lusta folyó; Vigyázz magadra, fiam; 16 éves; Budapesttől Miskolcig; Mint suttogás a szélben; Csavargódal; Énekelsz egy régi nótát; Úgy szeretném; Ha egy napon hazamegyek | Csavargódal |
| 1981    | Piramis                         | Játék az ördöggel; Együtt is egyedül; Nincs több álom; Lányok, akik voltak; Emelj fel a szívedig; Kapaszkodom beléd; Sasok és angyalok; A szerelem országútjain | Erotika |
| 1982    | Korál                           | Robotok; A szeretet koldusai; Kaland és harc; Tékozló fiú; Mire jó ez a bánatos dal?; Kevés voltam neked | A túlsó part |
| 1982    | Piramis                         | A küszöbön ülve; Woland második bálja; A kobraember; Húsevő virág; PEVCB angyal; Nikkelpók; Charlie; Vox humanax; A ház | Piramis Plusz |
| 1983    | Bojtorján                       | Nyugtalan idők; Páratlan oldal; Messze van; Gonosz egy év; Madarak; Összetartozunk; Lóverseny; A sárga angyalra várva; A mi utcánk | Történetek |
| 1983    | Delhusa Gjon                    | Nem baj, ha valamit érzel; Forró szerelem kell; Matina; Bo Derek csak álom volt; Renegát rock and roll; Taníts meg engem; Ha félig van, legyen egészen; Rally '83 | Matina |
| 1984    | Eszményi Viktória, Heilig Gábor | Nyár; Mariann; Tegnap szép este volt; Egy hétköznap este; Ábécéskönyvemből | Nekem ő a legszebb |
| 1984    | Bogdányi Nelliy                 | Szólj, hogy várjanak még (zene és szöveg: Horváth Attila) | (kiadatlan rádiófelvétel) |
| 1984    | Korál                           | Az óceán I. (A harmadik nap hajnalán); Ez mind szerelmes dal; Fekete korongok; Kergesd el a felhőt a házamról; Kölykök a hátsó udvarból; Folytasd csak fiú; Jó utat, Diogénész gyermeke; Az óceán No2. (Mindig úgy ölelj) | Az óceán |
| 1985    | Kern András                     | Szépkezű lány; Régi kuplékból; Tízperces szerelem; Pincér-rock; Lövölde tér | Kern |
| 1985    | Korál                           | Amikor mellettem vagy; Van egy őszinte dal; Nincs búcsúzás; Homok a szélben; Ne állj meg soha! | Korál IV. – kislemezgyűjtemény |
| 1985    | Senator                         | Álmodban jönnek a démonok; Csak az ágyam a menedékhely; Dühösen, bűnösen; Csak a jók mennek el; Játssz tovább; Reménytelen álmodozó; Nincs másik út; Öt napja már; Te őrült | Senator |
| 1986    | Eszményi Viktória, Heilig Gábor | Közelebb is jöhetnél; Hova tűnt a sok jó barát?; Ért, amennyit ért; Nincs időnk; Ősz; Tíz év után | Veled és nélküled |
| 1988    | Kovács Kati – Balázs Fecó       | Forog a kerék | Tessék választani!, A csönd évei, Csak az évek múltak el                                                                                       |
| 1988    | Varga Miklós                    | Nincs semmi baj; A lánc; Hajnalban elmegyek; A levél ma nem megy el; Otthonról hazafelé; Ütném a bádogdobot; Nyolc napon belül; Szerelemtől részegen; Kettő a háromból; Búcsúzás helyett | Otthonról hazafelé (kiadatlan) |
| 1989    | Pokolgép                        | Tépett madár, Itt és most | Éjszakai bevetés |
| 1991    | Balázs Fecó                     | Vissza az útra; Átok van velünk; Gyertyák a téren; Jó, hogy messze vagy innen; Hétfő esti blues | Gyertyák a téren |
| 1991    | Marathon                        | Ez a dal most nem mindenkié; Megint egy éjszaka nem adott semmit; Poklok lovagjai; Dalok a szeptemberi hídon; Az első gyorsvonat Amszterdam felől; Időgép; Nagyvárosi éjszakák; Soha többé nem hallgatok bluest; Kopott házak hercege; Valahogy képzeld el | Marathon I. |
| 1991    | Omen                            | A harmadik; Az áldozat; Bízd rám magam; A gonosz hétszer él; A rozsda lesben áll; Lányok feketében; Hajsza a tűzzel; Könnyű szívvel; Rossz hely, rossz idő; Kísértetek órája | Feketében |
| 1992    | Omen                            | Padlón vagyok; Vámpírváros; Szólj, hogyha vagy!; Akkor is, azért is…; Érezz úgy; Koldusdal; Egy döglött év; Csillaga hívja; Brutális tangó; A jóság nem véd | Brutális tangó |
| 1993    | Korál                           | Előhang (Ugye nem hiszed el?); Útközben a jó; A többi túl kevés; A cirkusz megy tovább; Ha két rossz van, melyik a jobb?; Király a Holdon; Tolvajok bálja; Az öcsém utolér; Túl az első éjszakán | Balázs Fecó és a Korál |
| 1993    | Omen                            | Anarchia; Semmiből a semmibe; Észnél legyél; Szelíden; Nézd végig te is; Nincs levegő; Kikapcsolok; Halálon innen; Nem vagyok eladó; Valakit várok | Anarchia |
| 1994    | Charlie                         | Jég dupla whiskyvel; Skandináv éjszakák; Egy szippantás a jóból; Olcsó szívek háza; Nézz az ég felé; Szőkék a rossz napok ellen; Jobb láb a bal cipőben; Ha mégis jön a Rolling Stones; A holnap egy másik világ; Csak a zene van | Charlie |
| 1994    | Omen                            | Pokoli évek; Koldusország kölyke; Alagút az éjszakába; Kurva vagy angyal; Szeresd a csavargót!; Ne a pénz…; A Sötétség tombol; Fagyott világ; Várom a napot; Jelek a mélyből; Elég a harcból | Jelek |
| 1995    | Charlie                         | Mindenki valakié; Kint van a tábla; Játszd újra, Sam; Hé, nővér!; Az légy, aki vagy; Olvad a jégvirág; Szökevény; Egy magazin címlapján; Vidékre költözöm; Ez az az álom | Mindenki valakié |
| 1996    | Cserháti Zsuzsa                 | Akad, amit nem gyógyít meg az idő sem; Van még ezer út; Játssz csak egy igazi dalt; Ugyanaz a fény | Hamu és gyémánt |
| 1997    | Charlie                         | Az otthon valami más; Míg a szerelem végleg el nem fárad; Amin asszony nem segít; Valamit tudhat ez a hely; Ha nem vigyázna rád; A színpad sosem üres; Tizenhat évesen; Ne légy kemény; Jó hírt mondok; Annyi minden történt | Annyi minden történt |
| 1997    | Cserháti Zsuzsa                 | Mennyit ér egy nő; Elköltözöm; Semmi sem új; Forog a kerék; Jöjjön már egy zenekar; Te csak szelíden ringasd el; Menj el, csak nem bánts; Baleset, hogy blues | Mennyit ér egy nő? |
| 1997    | Mándoki László                  | Ártatlan évek; Mélyre áss, vagy magasra szállj!; Kölcsön szerelem; Túl sokáig vártam; Csak álmod legyen még | Találkozások |
| 1998    | 100 Folk Celsius                | Filo Zsófia; Zörög a lánc; Valaki lánya; Janka, a lelki segély; A függöny mögött; Keresnék egy erdőt | Országút |
| 1998    | Balázs Fecó                     | Hétfői Hold; Szerelem még több kell; A rosszkedvűek angyala; Sötét hajó; Számíts rám!; Vörös Tér Koktél; Én is lehetnék; Öreg vagyok már, hogy összetörj; Érints meg | Újjászületés |
| 1998    | Charlie                         | Kávéház; A jósnő; Viking hajó; Hova lettél?; Ha vársz, nem lesz a tiéd; A varázs nem múlt el; Hé, Dzsó; Egyszemélyes föld; Törött szárny; Jazztestvér; A holnap már nem lesz szomorú; Majd játszom, mikor érzem | Fűszer cseppenként |
| 1998    | Koncz Zsuzsa                    | Vándorcirkusz | Csodálatos világ |
| 1999    | Deák Bill Gyula                 | Ha megérint a blues; Falun volna jó; Van, ami a szomjúságra; Senkié és mindenkié; Buta fiúk doktora; Minden nem eladó; Nem haragszom senkire; Öreg Billy rock and roll bandája; Bort, bluest, békességet! | Bort, bluest, békességet |
| 1999    | Lerch István                    | Kicsit szabadabban; Az ördög tegnap a városban járt; November bár; Kék őszi kertben; Soha nem veszíthetsz el | Good Bye |
| 1999    | Tunyogi Rock Band               | A tegnap itt hagyott; Ördögöt öleltem; Szabad vér; Bor, zene és nő; Hűvös, bűvös, bűnös; Boszorkányrepülés; Bárcsak tudnánk vigyázni rád!; Déja Vu; Öregesen; Túl sokáig voltunk katonák; A hétköznapok legyenek jók | A tegnap itt hagyott |
| 2001    | Tunyogi Rock Band               | Próbáld meg őszintén; Szárnyakon szédülő; Igazi asszony; Nem adom el a lelkem; A lélegzet vigyen; Megyek tovább ugatnak a kutyák; Ha egy nő nem akar; Buta pillangó; Hét fekete vámpír; Ha szeretnél ma még; Kő a hátizsákban; Amikor mélyen vagy; Holnap reggel elutazom | Szárnyakon szédülő |
| 2002    | Koncz Zsuzsa                    | Mennyi híd kell még; Eladó ház; Tegnap ér a mához | Ki nevet a végén |
| 2002    | Marathon                        | Csak a pénzem kérem vissza; Ő is; Lépcső Kaliforniába; Ezüst és kék; Elveszettek angyala; Rossz hírem van errefelé; Hova megy az utca nélkülem? | Marathon II. |
| 2003    | Balázs Fecó                     | Dőlj hátra, nézelődj; Idegen; Ezüst Nap; Nappali altató; Tudod, ünnep lesz megint; Időtörés; R. I. P.; Válaszra várva No.2.; Boldog mindenféle napot; Ahogy nézett; Túl sok méreg | Időtörés |
| 2004    | The Rock Band                   | Születtem, szerettem; Túl bolond; Valakire gondoltam; Szeretet még sohasem; Legalább hosszan ég; Este van vagy reggel; Szegényemberblues; Rosszat sose mondj rám; A nagyvad egyedül jár; Temple Bar; Engedd el; Egy szerelem kétszáz éve | Születtem, szerettem |
| 2004    | Tóth Vera                       | Nem baj, ha semmi nem jön könnyen; Mintha minden másképp volna; Hívj fel a régi számon; Nem tudom; A lányok sírnak a filmeken | Ébren álmodom |
| 2005    | Dobozy Dóra                     | Lebeg, de nem süllyed el; A jóban és a rosszban; Árnyék a Holdról; Felfelé a folyón; Számíthatsz rám; Túlélésre játszani; Felhő; Ha látlak még | Árnyék a Holdról (kiadatlan) |
| 2006    | Charlie                         | Ez a nő; Házibuli nálam; Néhány elvarázsolt nap; Csoda egy szombat délután; Tíz perc, babám; Szép, szomorú nők; Hajnal van, és nem jött haza még; Senki a semmiben; Jó, ami nem rossz; Félig meg sem született blues; Győztél, most sírj | Másképp ugyanúgy |
| 2006    | Korál                           | A délutáni napsütésben; Hova tűntél te is; Tükör által, homályosan; A szálloda; Mintha itt lennél mindig; Fél szívvel adsz; de két szívvel kérsz; Nagy varázslat volt | Ne állj meg soha |
| 2006    | Omen                            | A hetedik nap; Sokkból sok; Visszük a súlyt; Jobban kell majd szeretnem; Kiveszem az agyad; Testvérem voltál; Repülj csak szabadon; Nincs replay; Tiltsák be már a szerelmet!; Magas vagyok; Kérdések nélkül | A hetedik nap |
| 2008    | Horváth Ákos                    | Van ez a szám; Ha vadul a tánc; Gyere, színes virág; Mintha volna szíved; Hurrikán; Sokat kéne szeretni még; Szép volt, de most vérzem; Neked így, nekem úgy; Bulivadász; Ördögi rock'n' roll; Még egy dal a csönd előtt | Mintha volna szíved |
| 2010    | Mobilmánia                      | Amíg a gyertya ég; Hajnalban hazafelé; Szeret az isten; A félelem; Vagyunk és maradunk még; Gyalogos rock'n'roll; A folyó és a part; Se kártyák, se csillagok; Megint csak a képzelet; Egyedül a legjobb se jó; Az út legyen veled | Az út legyen veled |
| 2011    | Keresztes Ildikó                | A démon, aki bennem van; Ez az este tönkre ment; Egészen, mert félig nem tudok; Hátha lehet még; A képzeleten túl; Nézd meg, amíg el nem múlik; Várj úgy; Lusta nap; Minden játszma; Csöndek és csodák; Pa’Baker And His Social Band | A démon, aki bennem van |
| 2012    | Omen                            | Láthatatlan holnap, Kisértet az utcán, Könnyű szívvel, Vámpírváros,Padlón vagyok, Fagyott világ ,Pokoli évek , Ne a pénz... ,A hetedik nap ,Szólj, hogyha vagy!,Anarchia ,Szelíden | Nomen est Omen+ Szimfonik |
| 2014    | Mobilmánia                      | Nem vagyok szikla; Fénypokol; Tegnapi dal; Szeba Timba; Vihardal; Amikor zene szól; Az ördög itt belebukott; Utak filmje; Magdi utolsó dala; Kőbe zárva; Kocsmasellő rock; Meztelenül; Bár az én fiam lennél; Itt hagyok mindent; Bárhová magaddal viszel | Fénypokol |
| 2015    | Omen                            | A kémiáról szól; Huszonöt év; Fáradt ez a hely; Most,amíg vannak; Tébolydal; Testvér, te játssz a mélynek; Szabad vagy,ne félj; Túlélők vagyunk; Keresem; Villámokkal jönnöd | Huszonöt év |
| 2017    | Mobilmánia                      | Megvagyunk még,Elveszett hajók,Segíts,hogy úgy legyen, Rajtam csak a szeretet győz, Engedd,hogy én is jöjjek, Szárnyad voltam, Ha éppen ez a dal volna,Ez a nap másképp legyen, Ez még nem a pokol, Egy új szerelmes dal,Egy sose hallott dalban, Angyal vagy démon,Mindig lesz még egy rock and roll ,Nincs szivárvány | Vándorvér |
| 2019    | Omen                            | Most kezdődik, Szellempont, Jelmezbálban meztelen , Knock & Roll/ Lehunyt szemmel, Egy jobb pokol,Senki lenni , Amikor még szerelmes voltam , Az lesz ami volt, Élni a jó,Halálfogytiglan | Halálfogytiglan |
| 2020    | Mobilmánia                      | Holnap a roncsokból | |

## Filmen
- A Zámbó Jimmy élete ihlette sorozatban, A Királyban Laboda Kornél alakítja a szövegírót.